# Marché aux puces de la porte de Vanves
Le marché aux puces de la porte de Vanves est le seul marché d'antiquités brocante intra-muros de Paris. 
Il se tient en plein air le samedi et dimanche dans l’avenue Marc-Sangnier et l’avenue Georges-Lafenestre, ainsi que sur la place de la Porte-de-Vanves, et le square aux Artistes dans le 14e arrondissement de Paris.

## Vendeurs et marchandises

### Marché principal
Parfois appelé « puces de la Porte Didot », ce marché est apparu en 1905 et compte environ quatre cents marchands non sédentaires, qui proposent à la vente meubles et objets 1900, Art déco, des années 1950 et 1970, curiosités, art populaire, vêtements et textiles anciens, dentelles, meubles de métiers, arts de la table, verrerie, argenterie, bijoux classiques et fantaisie, arts de l'Afrique et de l'Orient, lustres et lampes, tableaux et gravures, objets de salles de bain, appareils photo et phonographes, militaria, mobilier de jardin, rotin, livres et revues, disques vinyles,. Le déballage de la marchandise s’y fait encore traditionnellement « au cul du camion ».

### Carré des biffins
Le marché aux puces comporte à l’extrémité de l’avenue Georges-Lafenestre et dans la rue Maurice-Noguès, un espace appelé le « carré des biffins » destiné à la vente d’objets de récupération. Apparu avec la récession économique, il est destiné à certains vendeurs non professionnels qui acquittent – en 2010 – un droit de place de 2,40 € pour un étal de 4 m2. Ce droit leur est ouvert sous réserve d’habiter les quartiers limitrophes du marché et que les services sociaux authentifient leur état de précarité. Ce système a été mis en place par la Mairie de Paris pour tenter de réguler et de lutter contre la vente à la sauvette qui se développe en marge du marché, aux abords de la commune de Malakoff,. En 2021, poussés par la crise économique et sanitaire, plus d'une centaine de vendeurs à la sauvette posent leur étal chaque week-end en marge des puces de Vanves sans s'acquitter de leur emplacement.

## Anecdotes
Le photographe Willy Ronis y a réalisé quelques photographies devenues célèbres,.
L’actrice Catherine Deneuve, les créateurs Jean-Charles de Castelbajac et Alexis Mabille, ou encore Armen Petrossian y chinent régulièrement. Le galeriste Kamel Mennour y recherche des livres de photographie et d’art.
L’actrice Dan Simkovitch y vendait les gâteaux qu’elle confectionnait jusqu’à son décès. Coluche y a acheté sa salopette à rayures bleues.
Un collectionneur de photographies anciennes, Marc Pagneux, y a découvert en 1989 le plus ancien portrait daguerréotype, daté de 1837. Françoise Sagan y achetait des tableaux paysagistes du XIXe siècle, genre qu’elle affectionnait particulièrement.
En 1992, le photographe Robert Doisneau y réalise le portrait du chanteur Thomas Fersen qui illustre son album « Le Bal des oiseaux ».

## Horaires et accès
Les déballages situés avenue Marc-Sanguier et avenue Georges-Lafenestre sont présents les samedis et dimanches de 7 h à 14 h.
Le marché aux puces est desservi par la station de métro Porte de Vanves (Ligne 13), le tramway T3 - stations Porte de Vanves et Didot ou le bus, lignes 58, 59 et 95.

## Galerie photographique

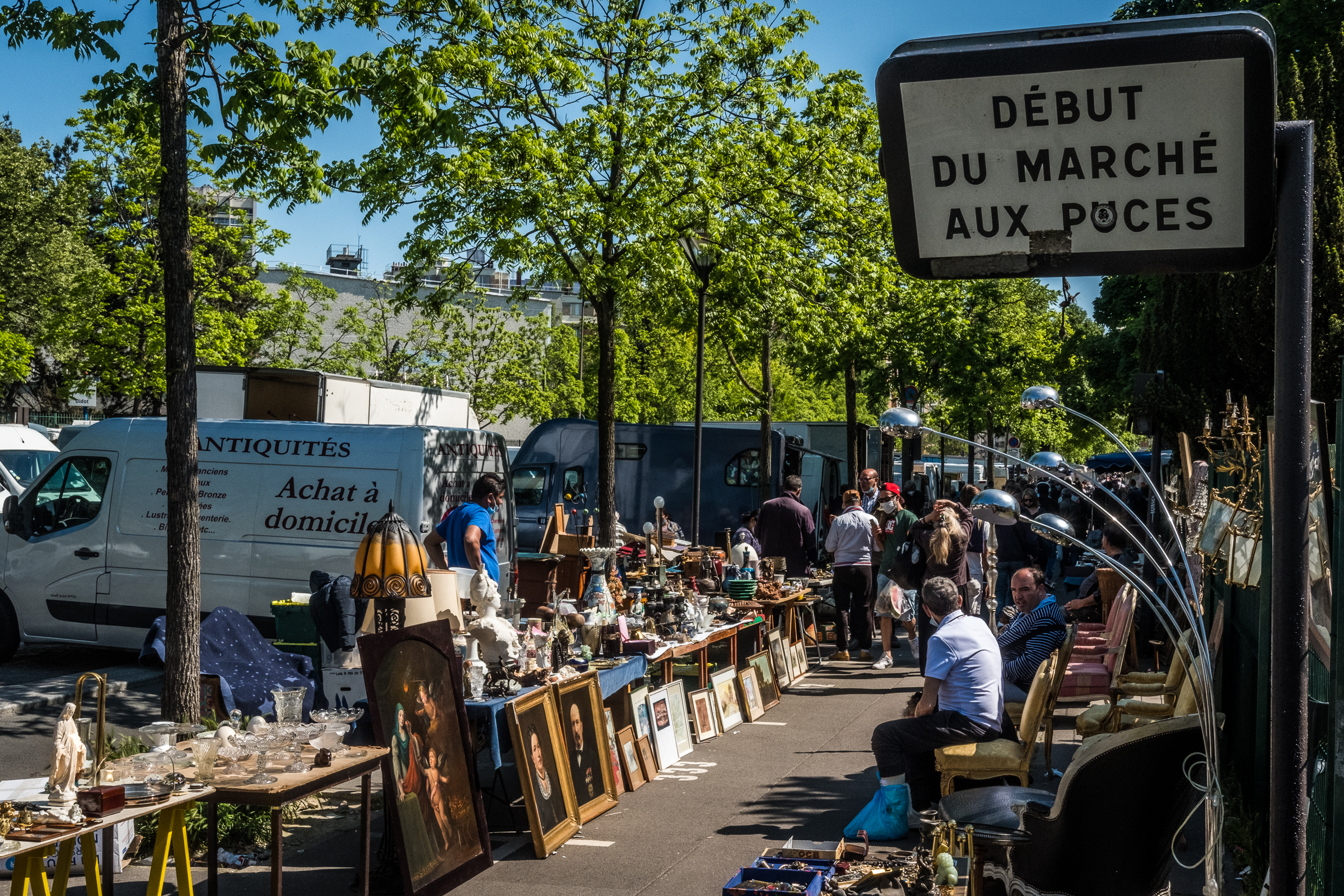
Entrée du marché avenue Lafenestre.
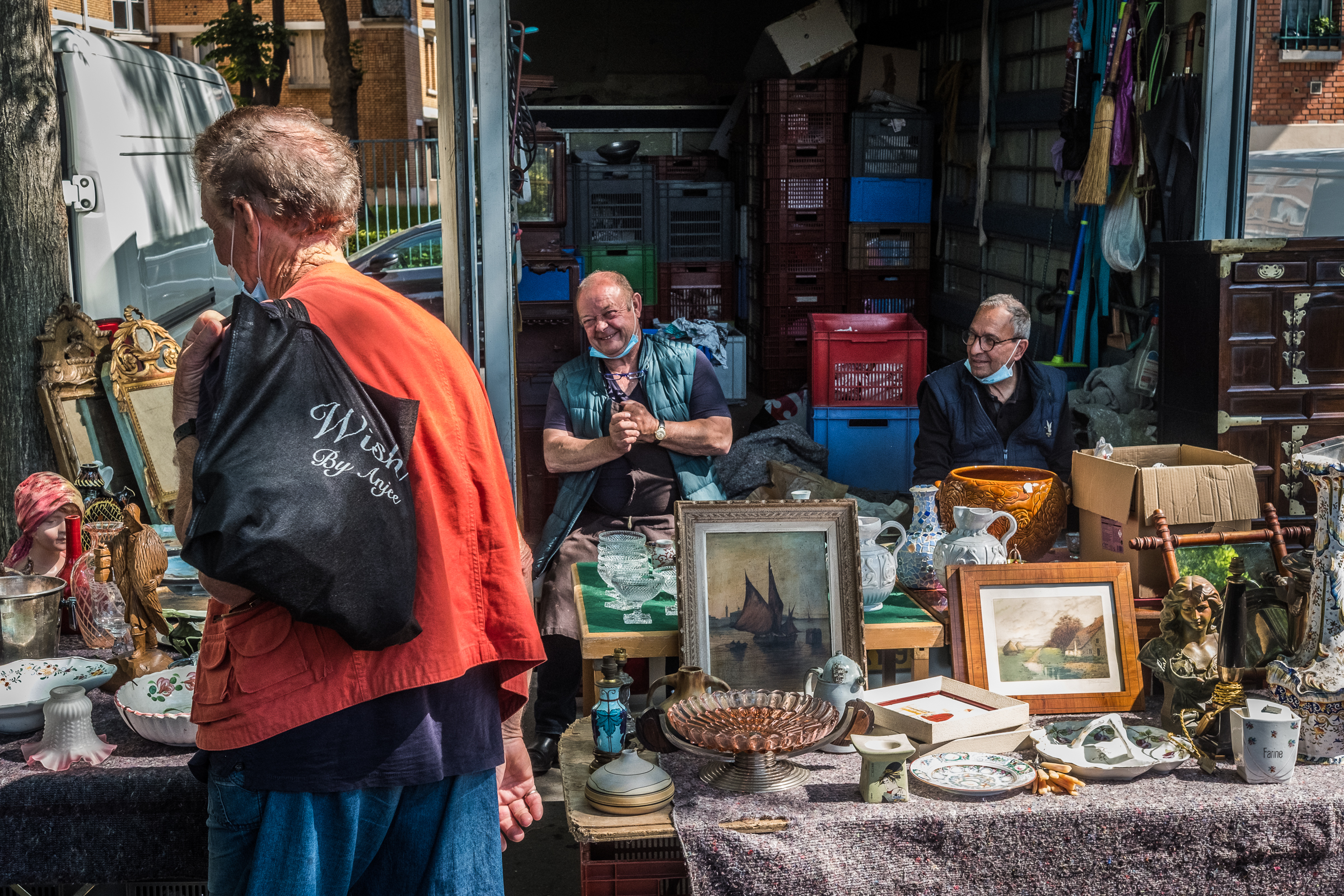
Déballage au cul du camion.
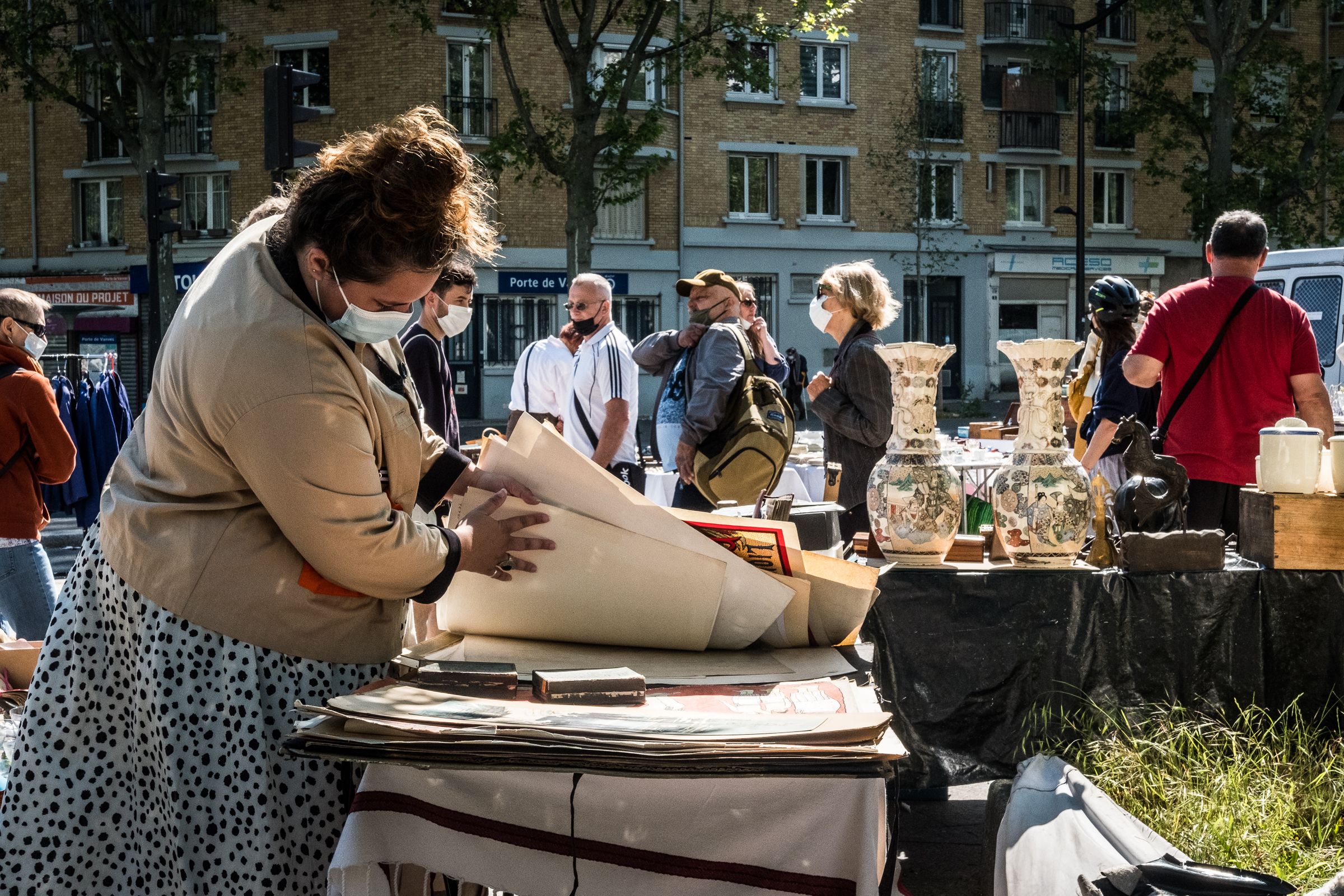
Vieux papiers.

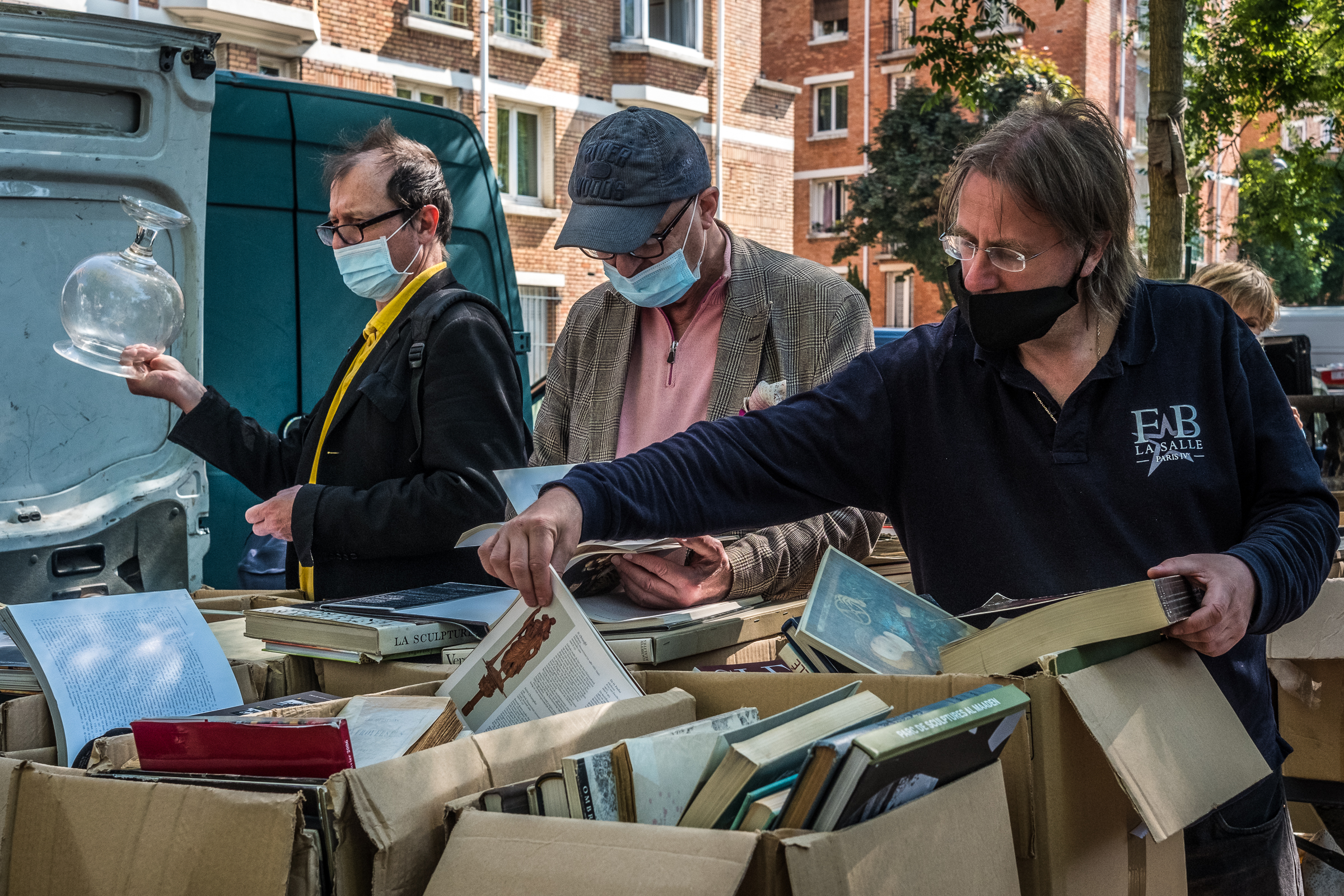
Vieux papiers.
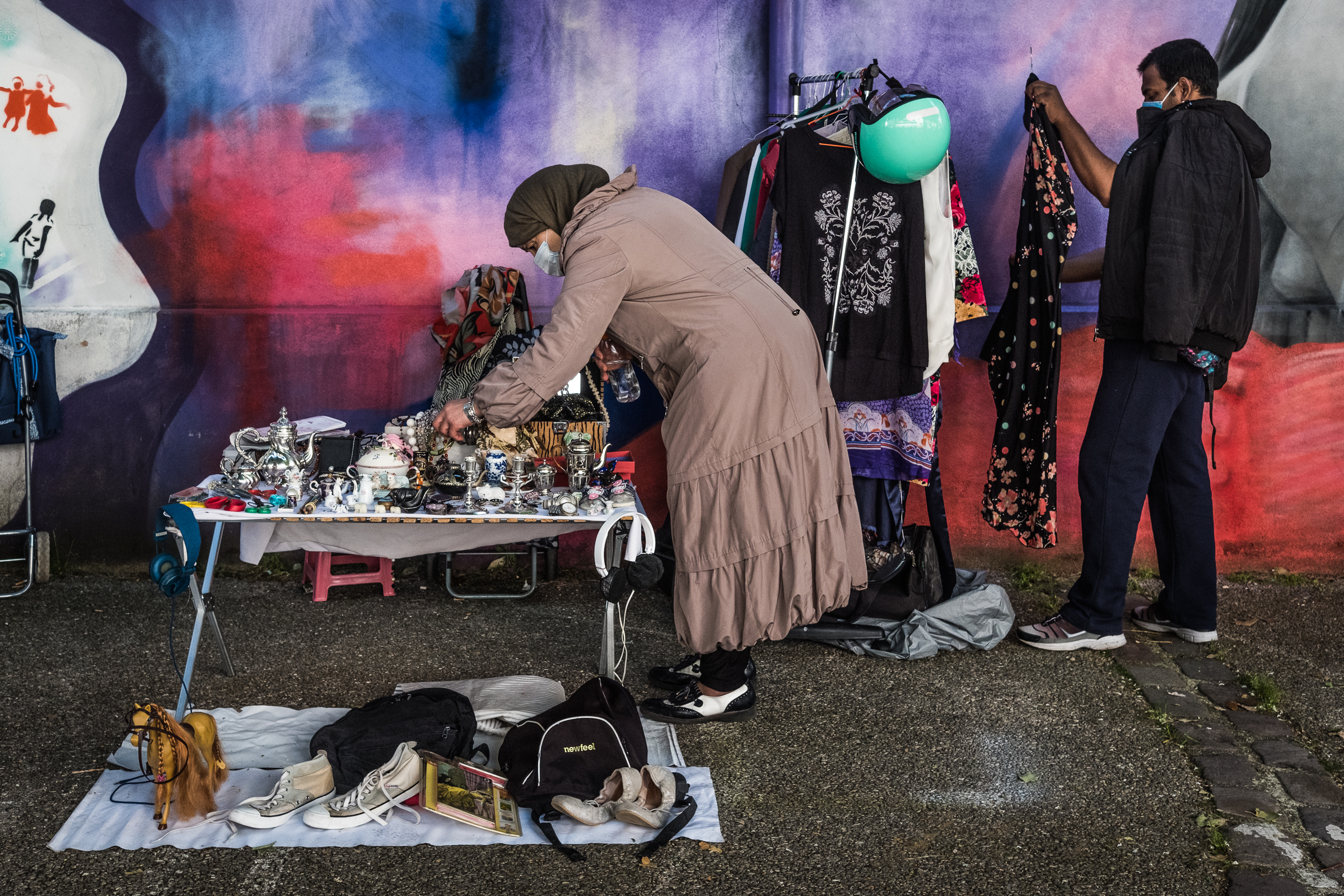
Carré des biffins, rue Maurice-Noguès.
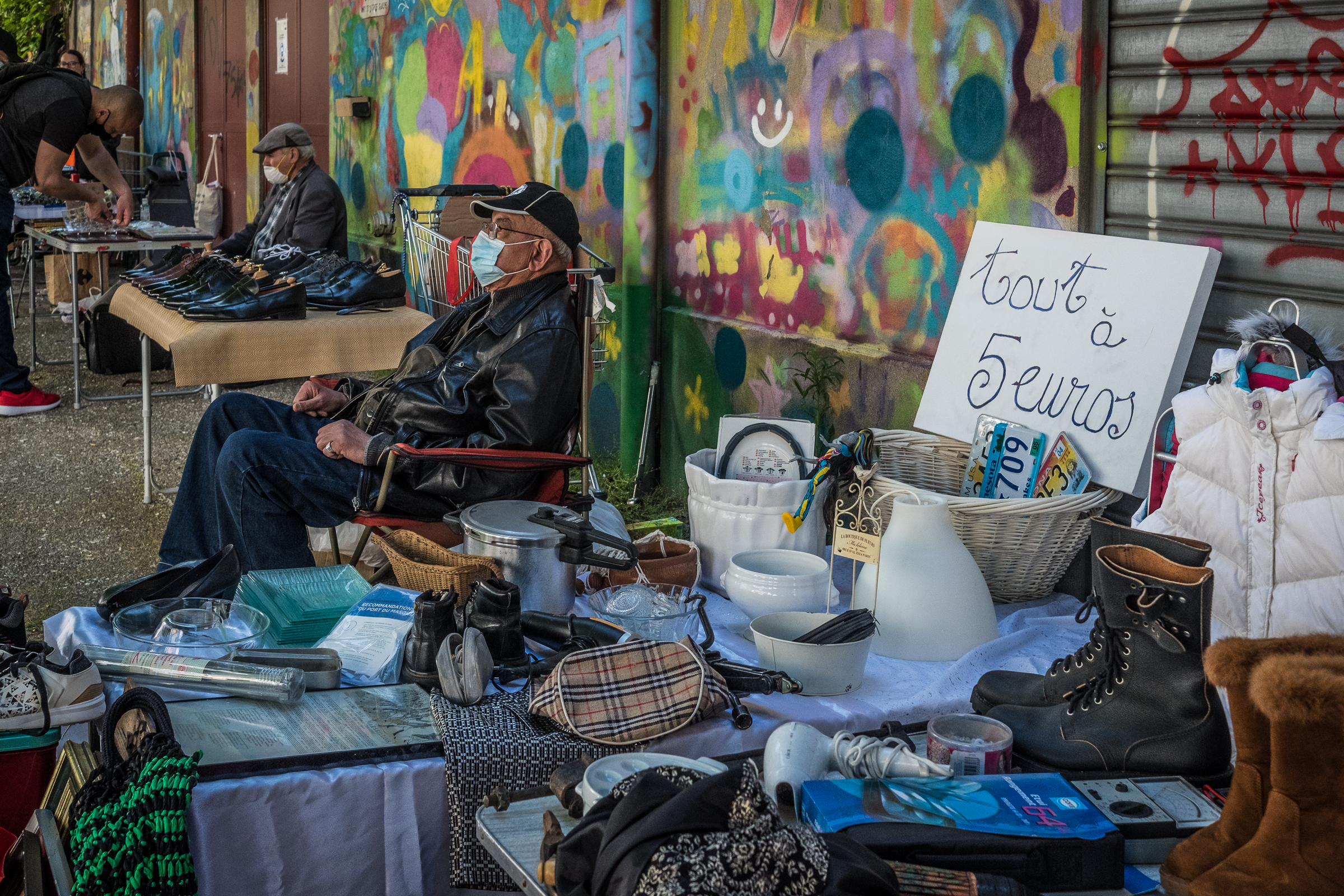
Carré des biffins, rue Maurice-Noguès.